# Trilasma
Genre
Synonymes
- Ruaxphilos Goodnight & Goodnight, 1945

Trilasma est un genre d'opilions dyspnois, de la famille des Nemastomatidae.

## Distribution
Les espèces de ce genre se rencontrent au Mexique et au Honduras.

## Liste des espèces
Selon World Catalogue of Opiliones (16/06/2025) :
- Trilasma bolivari Goodnight & Goodnight, 1942
- Trilasma chipinquense Shear, 2010
- Trilasma hidalgo Shear, 2010
- Trilasma petersprousei Shear, 2010
- Trilasma ranchonuevo Shear, 2010
- Trilasma sbordonii (Šilhavý, 1974)
- Trilasma tempestado Shear, 2010
- Trilasma trispinosum Shear, 2010
- Trilasma tropicum Shear, 2010

## Systématique et taxinomie
Ce genre a été décrit par Goodnight et Goodnight en 1942 dans les Trogulidae. Il est placé placé en synonymie avec Ortholasma par Shear et Gruber en 1983. Il est relevé de synonymie par Shear en 2010.
Ruaxphilos a été placée en synonymie par Gruber en 1978.

## Publication originale
- Goodnight & Goodnight, 1942 : « Phalangida from Mexico. » American Museum Novitates, no 1211, p. 1–18 (texte intégral).